# Мартинув (Мазовецьке воєводство)
Мартинув (пол. Martynów) — село в Польщі, у гміні Хинув Груєцького повіту Мазовецького воєводства.
Населення — 170 осіб (2011).
У 1975-1998 роках село належало до Радомського воєводства.

## Демографія
Демографічна структура станом на 31 березня 2011 року:
|          | Загалом | Допрацездатний вік | Працездатний вік | Постпрацездатний вік |
| -------- | ------- | ------------------ | ---------------- | -------------------- |
| Чоловіки | 86      | 20                 | 58               | 8                    |
| Жінки    | 84      | 17                 | 46               | 21                   |
| Разом    | 170     | 37                 | 104              | 29                   |